# Никаб
Никаб (на арабски: نقاب) още наречена бурка е част от традиционното облекло на мюсюлманските жени, което покрива лицето изцяло и остава само тесен процеп за очите. В някои държави тези, които не го носят, биват наказвани, дори убивани. Традиционният му цвят е черен. В различните течения на исляма той се разглежда различно – за някои е допустим, за други задължителен. Обикновено започва да се носи през пубертета. Често носенето му на обществени места предизвиква политически дебати, особено в Европа. Във Франция и Белгия съществува забрана за носенето на никаб (и редица други традиционни дрехи и религиозни знаци) на обществени места; в други държави съществува смесен режим.